# Ágios Nikólaos (ort i Grekland, Mellersta Makedonien)
Ágios Nikólaos (Agios Nikolaos) är en ort i Grekland.   Den ligger i prefekturen Chalkidike och regionen Mellersta Makedonien, i den nordöstra delen av landet, 250 km norr om huvudstaden Aten. Ágios Nikólaos ligger 81 meter över havet och antalet invånare är 1 714.
Terrängen runt Ágios Nikólaos är kuperad västerut, men söderut är den platt. Havet är nära Ágios Nikólaos österut. Runt Ágios Nikólaos är det ganska glesbefolkat, med 24 invånare per kvadratkilometer. Närmaste större samhälle är Néos Marmarás, 18,5 km söder om Ágios Nikólaos. I omgivningarna runt Ágios Nikólaos växer i huvudsak buskskog.